# Verica
Verica (... – metà I secolo d.C.) è stato un principe britanno, re cliente britannico di Roma negli anni precedenti all'invasione romana dell'isola (43).
Dalle sue monete sembra di capire che abbia regnato sulla tribù degli Atrebati e che fosse figlio di Commio. Successe sul trono al fratello maggiore Eppillo attorno al 15, regnando da Calleva Atrebatum (Silchester). Fu riconosciuto rex da Roma, con cui mantenne sempre buoni rapporti diplomatici e commerciali. 
Il suo territorio fu in seguito messo sotto pressione e invaso dai Catuvellauni guidati da Epaticco (fratello di re Cunobelino), che conquistò Calleva attorno al 25. Dopo la morte di Epaticco (ca. 35), Verica riconquistò parte del suo territorio, ma Carataco, figlio di Cunobelino, riuscì a conquistare tutto il regno degli Atrebati dopo il 40. Dione Cassio ricorda che "Berico" (molto probabilmente Verica) fu espulso dalla Britannia durante una rivolta scoppiata in questo periodo. Verica andò a chiedere aiuto all'imperatore romano Claudio, che approfittò di ciò per attaccare l'isola. Dopo l'invasione, Verica potrebbe essere stato rimesso sul trono, anche se non esiste nessuna prova di ciò. Comunque sia, come re della regione molto presto comparve Cogidubno, che potrebbe essere stato erede di Verica, che a quel tempo era di certo molto vecchio. 